# Vikar
Der Titel Vikar leitet sich von lateinisch vicarius „Statthalter, Stellvertreter“ ab. In verschiedenen Konfessionen bezeichnet er unterschiedliche Ämter.

## Orthodoxe Kirchen
In den Orthodoxen Kirche ist der Vikar ein Geistlicher im Bischofsrang, der den Ortsbischof unterstützt. Er hat aber keine eigene Diözese und ist somit mit einem Weihbischof der römisch-katholischen Kirche vergleichbar.

## Römisch-katholische Kirche
In der römisch-katholischen Kirche bezeichnet der Begriff Vikar den Inhaber eines Stellvertretungsamtes, dem bestimmte Befugnisse übertragen worden sind. Das Amt des Vikars kann dauerhaft oder vorübergehend verfasst sein. Vikariate wurden im Mittelalter häufig von Privatpersonen gestiftet und konnten sich auf einen einzelnen Altar einer Stadtkirche beziehen, an welchem der so finanzierte Vikar „auf ewige Zeit“ Seelenmessen für den Stifter oder dessen Familie zu halten hatte.
In der kirchlichen Hierarchie unterscheidet man folgende Vikare:
- Apostolischer Vikar: Vorsteher eines Apostolischen Vikariats, einer für Missionsgebiete errichteten bistumsähnlichen Gebietskörperschaft. Die Apostolischen Vikare üben an Stelle des Papstes, der als Universalhirte die eigentliche Gewalt innehat, in den ihnen zugewiesenen Gebieten die Jurisdiktion aus.
- Kardinalvikar: Der Kardinalvikar ist der Vertreter des Papstes bei der Leitung der Diözese Rom. Der Papst selbst versteht sich als Vicarius Christi (lat. für „Stellvertreter Christi“).
- Kapitularvikar oder Kapitelsvikar: Nach altem Kirchenrecht vorübergehender Leiter einer Diözese bei Erledigung des bischöflichen Stuhls. Das Amt entspricht heute in etwa dem des Diözesanadministrators.
- Bischofsvikar: Der Bischofsvikar ist der Vertreter des Diözesanbischofs für einen bestimmten Bereich der Seelsorge oder territorialen Bereich der Diözese.
- Generalvikar: Der Generalvikar ist der Vertreter des Bischofs bei der Verwaltung der Diözese, jedoch mit eingeschränkten Amtsbefugnissen. Er wird vom Bischof frei ernannt und verliert sein Amt automatisch mit Erledigung des bischöflichen Stuhls.
- Gerichtsvikar: Er wird in Deutschland Offizial genannt und ist der Vertreter des Bischofs als Leiter des Diözesangerichts.
- Domvikar: Domvikare unterstützen das Domkapitel an einer Kathedrale bei dessen Aufgaben, insbesondere bei geistlichen Handlungen wie dem Chordienst. Sie gehören dem Kapitel selbst nicht an, bilden aber in der Regel gemeinsam mit ihm das Domstift.
- Pfarrvikar oder Vicarius paroecialis: Ein Pfarrvikar ist entweder ein Priester, der einem Pfarrer unterstellt ist und keine Alleinverantwortung für eine Pfarrei trägt (Kaplan oder Kooperator), oder ein einer Quasipfarrei (Pfarrvikarie, Pfarrrektorat, Pfarrkuratie) dauerhaft vorstehender Geistlicher. Im Mittelalter und in der Frühen Neuzeit hatte die Bezeichnung Vikar eine andere Bedeutung. Bei der Inkorporierung eines Seelsorgesprengels in den Rechtsverband eines Klosters wurde das inkorporationsberechtigte Institut rechtlich gesehen selbst Pfarrer („parochus habitualis“). Da das Pfarramt aber nur von einem geweihten Kleriker ausgeübt werden kann, bedurfte es einer Person, die dieses Amt stellvertretend für das Kloster ausübte. Dieser Amtsträger wurde Vikar oder „parochus actualis“ genannt. Es handelte sich dabei nicht um einen Hilfsgeistlichen, sondern um einen mit allen pfarrlichen Vollmachten ausgestatteten Kleriker, der in spiritueller Hinsicht nur dem Bischof unterstellt war.

Bei Hausgemeinschaften von Orden ist der Vikar der Stellvertreter des Hausoberen, beispielsweise der Vikar des Guardian bei den franziskanischen Orden. Ein Provinzvikar ist der Stellvertreter des Provinzials einer Ordensgemeinschaft.

## Evangelische Kirchen
In der Evangelischen Kirche in Deutschland bezieht sich der Begriff Vikar in der Regel auf Theologen in der praktischen Ausbildung nach dem ersten theologischen Examen. Diese praktische Ausbildung wird mit dem zweiten Theologischen Examen abgeschlossen und ist Voraussetzung für die Ordination in den Pfarrdienst. Das evangelische Vikariat entspricht als Ausbildungsphase dem Referendariat bei Juristen und Lehrern.
Bei Vakanz des Bischofsamtes kann auch in der Evangelischen Kirche ein Bischofsvikar eingesetzt werden, der die Landeskirche bis zur Neuwahl eines Bischofes/einer Bischöfin leitet. 
In der Evangelischen Kirche A. B. und H. B. in Österreich bezieht sich der Begriff auf die ersten beiden Jahre der praktischen Ausbildung zum Pfarrdienst. Um das Vikariat zu absolvieren, ist ein akademischer Abschluss notwendig.

## Anglikanische Kirchen
In den Gliedkirchen der Anglikanischen Gemeinschaft ist Vikar der Titel eines Gemeindepfarrers, die Bezeichnung wird jedoch nicht einheitlich verwendet.

### Church of England
Die Church of England unterschied ursprünglich nach der Art der Entlohnung zwischen drei Arten von in Pfarrgeistlichen: Rektoren, Vikare und Perpetual curates. Die Kirche stützte sich auf Abgaben, die sie – üblicherweise in Höhe des Zehnten (tithes) – auf die landwirtschaftlichen Erzeugnisse der Gemeinde erhob. Bei diesen differenzierte man zwischen greater tithes und lesser tithes. Erstere wurden auf Weizen, Heu und Holz erhoben, letztere auf alles Übrige. Einem Vikar standen im Gegensatz zu einem Rektor nur letztere zu, weil üblicherweise ein Mönchskloster die Stelle des Rektoren ausfüllte und die Mönche den Vikar unterhielten, damit dieser sie bei der Gemeindearbeit vertrat.
Ein Perpetual curate war üblicherweise für eine durch Abteilung von einer größeren Gemeinde unter Leitung eines Vikars neu entstandene Gemeinde verantwortlich. Er erhielt vom Zehnten grundsätzlich gar keinen Anteil, sondern wurde von der Diözese unterhalten. Das Attribut „ständig“ sollte betonen, dass ein solcher Kleriker dieselbe Sicherheit einer dauerhaften Anstellung genoss wie seine begüterten Kollegen. Allerdings diente es hauptsächlich den Perpetual curates dazu, sich von bloßen Hilfsgeistlichen mit eigenem Seelsorgebezirk (Kuraten) abzugrenzen, die anders als die Angehörigen der drei anderen Gruppen in ihrer jeweiligen Gemeinde nicht Repräsentanten der Autorität der Kirche waren und sich daher auch nicht Pfarrer nennen durften.
Ein vom britischen Parlament 1868 beschlossenes Gesetz erlaubte Perpetual curates, künftig den Titel Vicar zu führen. Die Verknüpfung dieser Neuerung mit nahezu gleichzeitigen weiteren Kirchenreformen zielte darauf, die Ungleichheiten beim Einkommen der Kleriker zu verringern. Die Rangunterschiede wurden in der Folge mehr und mehr verwischt. Umgangssprachlich wird heute häufig jeder Kleriker als Vikar bezeichnet. Somit wird die Bezeichnung heute so verwendet wie vor der Reform der heute weitgehend aus dem Sprachgebrauch verschwundene Begriff Parson (Pfarrer).
Die meisten Gemeinden in England und Wales haben die jeweilige überkommene Bezeichnung für ihren Gemeindegeistlichen beibehalten. Dabei überwiegt in städtisch geprägten Gegenden die Bezeichnung Vikar, was darauf zurückzuführen ist, dass im Viktorianischen Zeitalter viele neue Gemeinden gegründet worden waren, deren Geistliche diesen Titel nach 1868 annahmen.

### Andere anglikanische Kirchen
In der Episkopalkirche der Vereinigten Staaten von Amerika ist der Vikar ein Geistlicher, der einer von der Diözese finanzierten Missionsgemeinde vorsteht, während eine Gemeinde, die imstande ist, sich selbst zu tragen, von einem Rektoren geleitet wird.

## Altkatholische Kirchen
In der alt-katholischen Kirche in Deutschland ist der Vikar (bzw. die Vikarin) ein Pfarramtsanwärter, der bereits zum Priester geweiht worden ist. Nach der bestandenen Pfarramtsprüfung führt er den Titel Pfarrvikar. Ein Pfarrvikar kann sich auf jede vakante Pfarrstelle bewerben. 
In der altkatholischen Kirche Österreichs erhält ein Priester nach seiner Weihe den Titel Vikar, wenn er vom Bischof für bestimmte geistliche Amtshandlungen zugelassen, bzw. mit einem Seelsorgeauftrag betraut und/oder einem amtsführenden Pfarrer als Unterstützung zur Seite gestellt wird.